# Gustav von Heyer
Gustav Bernhard Heyer, seit 1888 von Heyer, (* 12. August 1839 in Goschin, Kreis Putzig; † 27. August 1923 in Breslau) war ein deutscher Verwaltungsjurist. Er war Regierungspräsident und Mitglied des Reichstags.

## Leben
Heyer studierte an der Georg-August-Universität Göttingen Rechtswissenschaft. 1860 wurde er Mitglied des Corps Bremensia Göttingen. 1863 wurde er an der Universität Breslau promoviert. Er trat in den preußischen Staatsdienst ein und wurde 1868 Regierungsassessor in Hannover und 1869 Landrat in Labiau. Seit 1878 war er Hilfsarbeiter im Ministerium des Innern, er wurde in der Folge mehrfach befördert und schließlich 1885 Geheimer Oberregierungsrat. Am 5. Mai 1888 wurde er in den preußischen Adelsstand erhoben. Von 1888 bis 1895 war er Regierungspräsident im Regierungsbezirk Stade und von 1895 bis 1902 in Liegnitz. 1913 wurde er als Wirklicher Geheimer Rat charakterisiert.
Von 1879 bis 1881 war er Mitglied des Deutschen Reichstags für den Reichstagswahlkreis Regierungsbezirk Königsberg 2 und die Deutschkonservative Partei. Er gewann eine Nachwahl für den ausgeschiedenen Abgeordneten Hermann von Knobloch.
Der Beamte Hans Joachim von Busse war mit seiner Tochter Gabriele (1875–1954) verheiratet.